# Juravenator
Genre
Espèce
Juravenator est un genre fossile de dinosaures théropodes coelurosauriens du Jurassique supérieur (Kimméridgien, environ 155 Ma). 
Ce genre ne comprend qu'une seule espèce, Juravenator starki, connue par un seul spécimen juvénile, d'une taille d'environ 75 cm, découvert à Schamhaupten (d) dans le Sud de l'Allemagne. Il possédait des écailles très sensibles le long de sa queue. Ces écailles sensorielles se retrouvent encore aujourd’hui chez les crocodiles, leur permettant ainsi de sentir le mouvement de leurs proies et de les détecter plus facilement dans l’eau trouble. Cette adaptation peut paraître étrange pour un dinosaure mais les scientifiques qui l’ont étudié pensent qu’il était piscivore, d’après la forme de ses dents. Il devait donc utiliser ses écailles d’une façon similaire aux crocodiles actuels,,.

Échelle Homme/Juravenator.

## Étymologie
Le nom du genre Juravenator signifie « chasseur du Jura ».
L'épithète spécifique, starki, a été donnée en l'honneur de la famille Stark, propriétaire de la carrière Stark.

## Publication originale
- (en) Ursula B. Göhlich et Luis M Chiappe, « A new carnivorous dinosaur from the Late Jurassic Solnhofen archipelago », Nature, NPG et Springer Science+Business Media, vol. 440, no 7082,‎ 16 mars 2006, p. 329-332 (ISSN 1476-4687 et 0028-0836, OCLC 01586310, PMID 16541071, DOI 10.1038/NATURE04579, lire en ligne).